# 阿夫尔河畔布勒
阿夫尔河畔布勒（法語：Breux-sur-Avre，法語發音：[bʁø syʁ avʁ]）是法国厄尔省的一个市镇，属于埃夫勒区。

## 地理
阿夫尔河畔布勒（48°45'41"N, 1°5'0"E）面积7.08 平方千米，位于法国诺曼底大区厄尔省，该省份为法国北部内陆省份，北起滨海塞纳省，西接奧恩省和卡爾瓦多斯省，南至厄尔-卢瓦省，东临瓦兹省、瓦兹河谷省和伊夫林省。
与阿夫尔河畔布勒接壤的市镇（或旧市镇、城区）包括：阿孔、德鲁瓦西、洛姆。

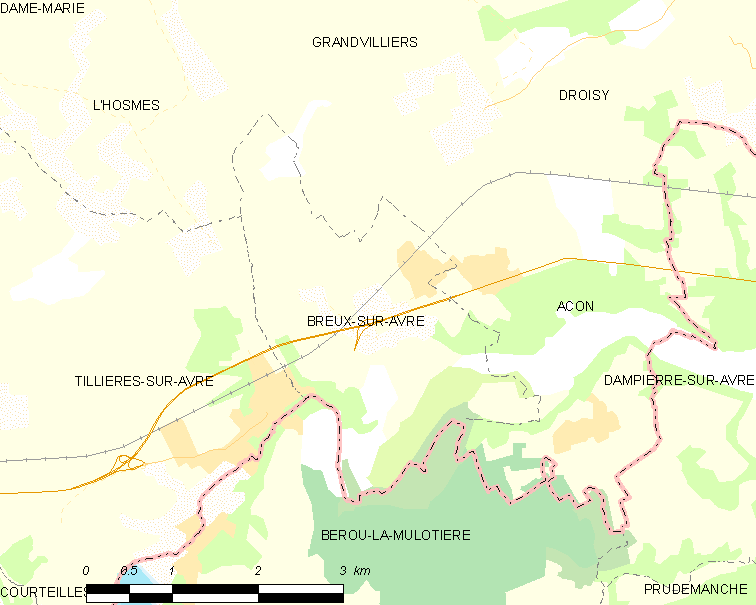
阿夫尔河畔布勒的OSM定位图

阿夫尔河畔布勒的时区为UTC+01:00、UTC+02:00（夏令时）。

## 行政
阿夫尔河畔布勒的邮政编码为27570，INSEE市镇编码为27115。

## 政治
阿夫尔河畔布勒所属的省级选区为阿夫尔河和伊通河畔韦尔讷伊县。

## 人口

1962-2008年间阿夫尔河畔布勒人口变化图示

阿夫尔河畔布勒于2022年1月1日时的人口数量为336人。